# Neobisium hypochthon
Neobisium hypochthon är en spindeldjursart som beskrevs av Beier 1938. Neobisium hypochthon ingår i släktet Neobisium och familjen helplåtklokrypare. Inga underarter finns listade i Catalogue of Life.